# Dobrești, Dolj
Dobresti là một xã thuộc hạt Dolj, România. Dân số thời điểm năm 2002 là 2832 người.